# Jàfar as-Sàdiq
Jàfar as-Sàdiq (àrab: جعفر الصادق, Jaʿfar as-Sādiq) (Medina, 702-765) és considerat pels musulmans xiïtes imamites i ismaïlites com el sisè imam infal·lible o successor del profeta Mahoma. De fet, és l'últim imam reconegut conjuntament per aquests dos grups xiïtes i, precisament, la disputa per saber qui l'havia de succeir va provocar la seva divisió. És considerat per la tradició com un gran erudit islàmic, teòleg i filòsof, i és a l'origen de l'escola (màdhhab) de jurisprudència (fiqh) xiïta anomenada jafarita. També es diu que va ser astrònom, alquimista i metge, així com el mestre del farmacèutic i alquimista Jàbir ibn Hayyan (Geber) i d'Abu-Hanifa an-Numan, fundador de l'escola hanafita de jurisprudència sunnita.

## Biografia
Jàfar as-Sàdiq va néixer a Medina, fill de Muhàmmad al-Bàqir, que era descendent d'Alí ibn Abi-Tàlib, cosí i gendre de Mahoma, i Fàtima, filla del profeta. La mare de Jàfar, Umm-Farwa, era besneta del primer califa, Abu-Bakr.
Durant els primers catorze anys de la seva vida, Jàfar va viure al costat del seu avi, Zayn-al-Abidín, el quart imam xiïta, i va ser testimoni de la retirada d'aquest últim de la política i dels seus infructuosos esforços per defensar els seus drets enfront de l'atractiu popular de Muhàmmad ibn al- Hanafiyya, fill d'Alí ibn Abi-Tàlib. Jàfar també va assenyalar el respecte que els famosos estudiosos de Medina tenien cap a Zayn-al-Abidín. A casa de la seva mare, Jàfar també va interactuar amb el seu avi, al-Qàssim ibn Muhàmmad ibn Abi-Bakr, un famós tradicionista del seu temps. El domini omeia va assolir el seu punt àlgid en aquest període, i la infància d'as-Sàdiq va coincidir amb l'interès creixent dels medinesos per les ciències religioses i la interpretació de l'Alcorà.
Amb la mort de Zayn-al-Abidín, Jàfar, que tot just havia entrat a la joventut, va participar en els esforços del seu pare com a representant de la Casa de Mahoma (Ahl al-Bayt). Jàfar va realitzar el hajj o peregrinació amb el seu pare, al-Bàqir, i també el va acompanyar quan aquest va ser convocat a Damasc pel califa omeia Hixam per ser interrogat.
Es va casar amb Fàtima bint al-Hussayn, neta d'al-Hàssan ibn Alí, un altre fill d'Alí ibn Abi-Tàlib. Amb Fàtima va tenir dos fills, Ismaïl ibn Jàfar i Abd-Al·lah ibn Jàfar. Quan la seva dona va morir, encara va tenir fills amb altres dones, especialment amb la que es diu que era una antiga esclava d'origen africà, Hamida Khatun, que li va donar, entre d'altres, Mussa al-Kàdhim.
Va estudiar profundament les ciències islàmiques així com les ciències naturals, esdevenint un gran expert, el valor del qual era admès fins i tot pels sunnites. El seu imamat, que va durar 33 anys, li va permetre afirmar més que als imams precedents la seva influència sobre el dret xiïta.
Durant la seva vida va veure regnar els cinc últims omeies i la presa del poder per part dels abbàssides. Jàfar as-Sàdiq va morir durant el regnat d'al-Mansur, el segon califa abbàssida, a qui els imamites acusen d'haver-lo assassinat. Va ser enterrat a Medina.

## Sota els governants omeies
La majoria dels governants omeies són sovint descrits pels historiadors musulmans com a corruptes, irreligiosos i traïdors. La insatisfacció política i social generalitzada amb el califat omeia va ser encapçalada per la família extensa de Mahoma, que eren vists pels musulmans com a líders inspirats per Déu en la seva lluita religiosa per establir la justícia sobre la impietat. L'imamat d'as-Sàdiq es va estendre per l'última meitat del califat omeia, que va estar marcat per moltes revoltes (sovint xiïtes) i que finalment va ser testimoni del violent enderrocament dels omeies per part dels abbàssides, descendents d'un oncle patern de Mahoma, al-Abbàs. As-Sàdiq va mantenir la política de quietisme del seu pare en aquest període i, en concret, no va participar en l'aixecament del seu oncle Zayd, que va gaudir del suport dels mutazilites i dels tradicionistes de Medina i Kufa. As-Sàdiq tampoc va jugar cap paper en l'enderrocament dels omeies per part dels abbàssides. La seva resposta a una petició d'ajuda d'Abu-Múslim, el líder rebel del Khorasan, va ser cremar la seva carta, dient: «Aquest home no és un dels meus homes, aquest moment no és el meu». Al mateix temps, as-Sàdiq no va plantejar les seves reivindicacions al califat, tot i que es veia com el líder divinament designat de la comunitat islàmica (umma). Aquest imamat d'as-Sàdiq, més espiritual que polític, va anar acompanyat de la seva promoció de la doctrina de la taqiya o dissimulació religiosa per protegir els xiïtes contra el processament per part dels governants sunnites. En aquest període, as-Sàdiq va ensenyar tranquil·lament a Medina i va desenvolupar la seva considerable reputació com a erudit, segons Momen.

## Sota els governants abbàssides
Els anys de transició dels omeies als abbàssides van ser un període de dèbil autoritat central, la qual cosa va permetre a as-Sàdiq ensenyar lliurement. Així, es diu que uns quatre mil estudiosos van estudiar amb ell. Entre aquests hi hauria Abu-Ḥanifa i Màlik ibn Anas, fundadors de les escoles de dret hanafita i malikita de l'islam sunnita. Wàssil ibn Atà, fundador de l'escola de pensament mutazilita, també va estar entre els seus alumnes. Després de l'enderrocament del califat omeia, els abbàssides van processar violentament els seus antics aliats xiïtes contra els omeies. Com que havien confiat en la simpatia pública per l'Ahl al-Bayt per assolir el poder, els abbàssides consideraven as-Sàdiq una amenaça potencial per al seu govern. Com a líder de la branca políticament tranquil·la dels xiïtes, va ser convocat per al-Mansur a Bagdad, però segons els informes va poder convèncer el califa perquè el deixés quedar a Medina citant el hadit: «L'home que se'n va a guanyar-se la vida aconseguirà el seu propòsit, però qui s'adhereix a la seva família allargarà la seva vida». As-Sàdiq també va romandre passiu l'any 762, durant l'aixecament fallit del seu nebot, Muhàmmad an-Nafs az-Zakiyya. No obstant això, va ser arrestat i interrogat per al-Mansur i detingut a Samarra, prop de Bagdad, abans de poder tornar a Medina. Casa seva va ser cremada per ordre d'al-Mansur, encara que ell en va resultar il·lès, i hi ha informes de múltiples detencions i atemptats contra la seva vida per part del califa.

## Imamat
Jàfar as-Sàdiq tenia uns trenta-set anys quan el seu pare, al-Bàqir, va morir després de designar-lo com el següent imam xiïta. Va ocupar l'imamat durant almenys vint-i-vuit anys. El seu imamat va coincidir amb un període crucial en la història de l'islam, ja que va ser testimoni de l'enderrocament del califat omeia per part dels abbàssides a mitjan segle viii (661-750) i més tard del processament per part dels abbàssides dels seus antics aliats xiïtes en contra dels omeies. El lideratge de la primera comunitat xiïta també es va disputar entre les seves diferents faccions. En aquest període, els diferents aixecaments àlides contra els omeies i més tard els abbàssides van obtenir un suport considerable entre els xiïtes. Entre els líders d'aquests moviments hi havia Zayd ibn Alí (oncle d'as-Sàdiq), Yahya ibn Zayd (cosí d'as-Sàdiq), Muhàmmad an-Nafs az-Zakiyya i el seu germà (nebots d'as-Sàdiq). Aquests pretendents àlides veien l'imamat i el califat com a inseparables per establir la regla de justícia, segons Jafri. En particular, Zayd va argumentar que l'imamat podia pertànyer a qualsevol descendent d'al-Hàssan o al-Hussayn mentre fos erudit, pietós i es revoltés contra els tirans del seu temps. En canvi, de forma similar al seu pare i al seu avi, as-Sàdiq va adoptar una actitud passiva i es va mantenir al marge de la política. Veia l'imamat i el califat com a institucions separades fins al moment que Déu concediria la victòria a l'imam. L'imam, que ha de ser descendent de Mahoma a través d'Alí i Fàtima, obté la seva autoritat única no de reivindicacions polítiques sinó del nass, de la designació divinament inspirada per l'anterior imam. Igualment, l'imam hereta el coneixement especial (ilm) que el qualifica per a la posició. Aquesta definició teòrica de l'imamat no és original d'as-Sàdiq, sinó que ja havia estat adoptada pels seus predecessors, Zayn-al-Abidín i al-Bàqir. El que va fer as-Sàdiq va ser aprofitar el clima sobtat d'inestabilitat política per propagar i elaborar lliurement els ensenyaments xiïtes, inclosa la seva teoria de l'imamat.

## Successió
Després de la mort de Jàfar as-Sàdiq els seus seguidors es van fracturar, i el grup més nombrós, que és conegut actualment com imamisme o duodecimams, va reconèixer la successió en el seu fill petit, Mussa al-Kàdhim. Molts esperaven que el següent imam fos el fill gran, Ismaïl, però aquest va morir abans del pare. Els que creien que, tot i haver mort, la successió requeia en el fill primogènit o bé van formular la hipòtesi que realment Ismaïl encara era viu o van reconèixer com a imam al fill d'Ismaïl, Muhàmmad ibn Ismaïl; aquests són els xiïtes que actualment s'anomenen ismaïlites. Si bé imamites i ismaïlites són els únics grups xiïtes existents avui en dia, en el seu moment hi va haver més faccions. Alguns seguidors d'as-Sàdiq van reconèixer com a imam el seu secundogènit, Abd-Al·lah al-Àftah. D'aquests, alguns van canviar després la lleialtat cap a Mussa, com van fer la majoria quan Abd-Al·lah va morir més tard sense fills. Una minoria de seguidors d'as-Sàdiq van reconèixer un altre fill, Muhàmmad ad-Díbaj, i van originar el corrent dels xumaytiyya. Muhàmmad va liderar un aixecament sense èxit contra el califa al-Mamun, després del qual va abdicar i va confessar públicament el seu error. Un darrer grup creia que as-Sàdiq no havia mort i que tornaria com a mahdí, el salvador promès de l'islam.

## Mort

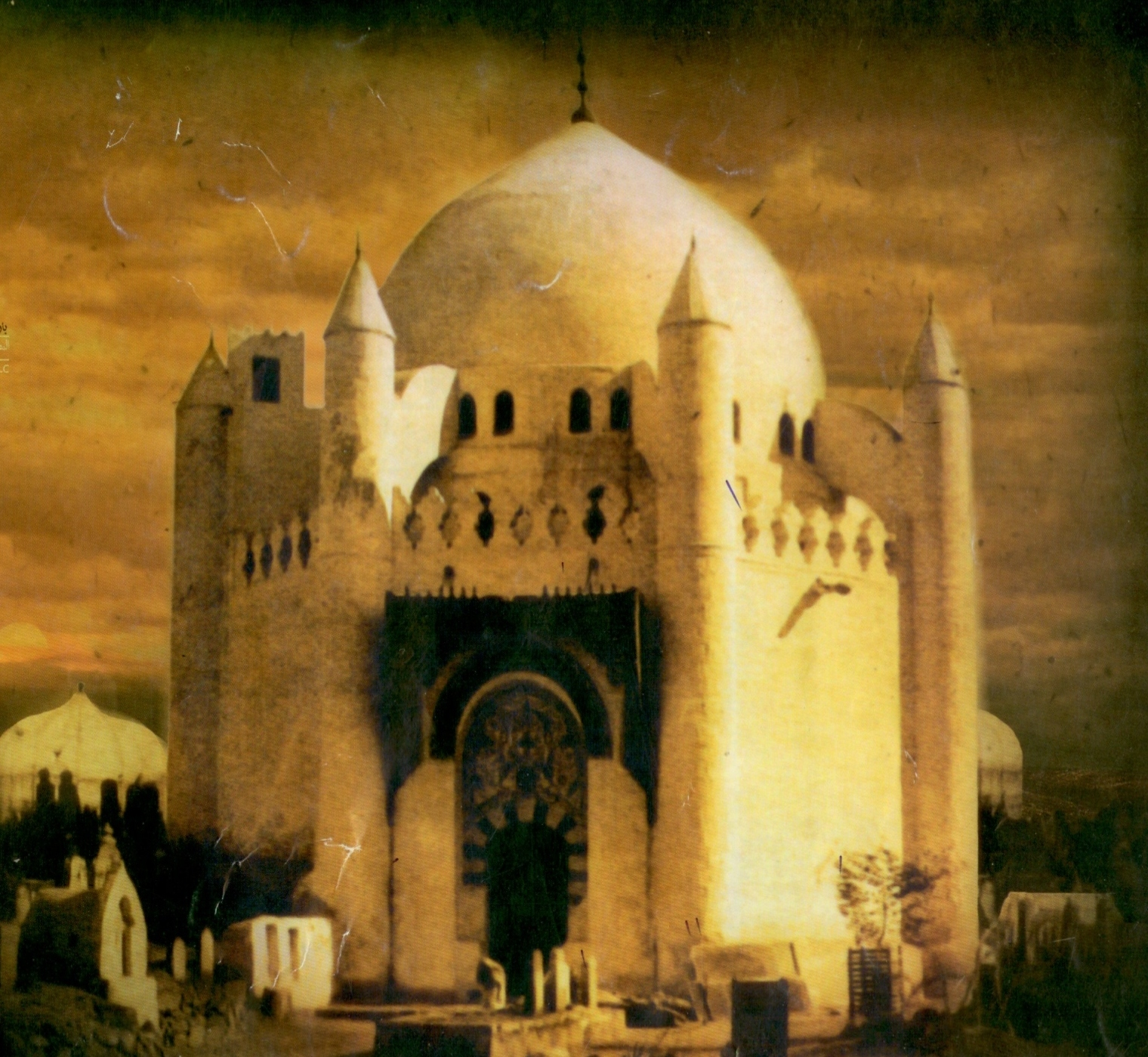
La qubba on era enterrat as-Sàdiq, al cementiri d'al-Baqi, va ser destruïda el 1926 durant i pel moviment wahhabita de l'Aràbia Saudita. Jàfar as-Sàdiq era un dels quatre imams xiïtes que hi eren enterrats.

As-Sàdiq va morir l'any 765, als seixanta-quatre o seixanta-cinc anys. La seva mort en fonts xiïtes s'atribueix a una intoxicació per instigació del califa al-Mansur. Segons Tabatabai, després de ser detingut a Samarra, as-Sàdiq va poder tornar a Medina, on va passar la resta de la seva vida amagat fins que va ser enverinat per ordre d'al-Mansur. Va ser enterrat al cementiri d'al-Baqi, a Medina, juntament amb els imams al-Hàssan ibn Alí, Alí ibn al-Hussayn i Muhàmmad ibn Alí, i la seva tomba va ser lloc de pelegrinatge fins al 1926. Va ser llavors quan els wahhabites, sota la direcció d'Ibn Saud, el fundador de l'Aràbia Saudita, van conquerir Medina per segona vegada i van arrasar totes les tombes excepte la del profeta Mahoma. Segons Tabatabai, en conèixer la notícia de la seva mort, al-Mansur va ordenar al governador de Medina decapitar l'hereu d'as-Sàdiq, el futur nou imam. El governador, però, va saber que as-Sàdiq havia escollit quatre persones, en lloc d'una, per administrar el seu testament: el mateix al-Mansur, el governador, el fill més gran de l'imam, Abd-Al·lah al-Àftah, i el fill més petit, Mussa al-Kàdhim. D'aquesta manera, va frustrar el complot d'al-Mansur.

## Família
As-Sàdiq es va casar amb Fàtima, descendent de l'imam al-Hàssan, amb qui va tenir dos fills, Ismaïl (setè Imam ismaïlita) i Abd-Al·lah al-Àftah. També es va casar amb Hamida Khatun, una esclava amaziga o andalusina, que va donar a as-Sàdiq tres fills més: Mussa al-Kàdhim (setè imam imamita), Muhàmmad ad-Díbaj i Ishaq al-Mútamin. Era coneguda com a Hamida la Pura i respectada pel seu aprenentatge religiós. As-Sàdiq sovint va recomanar-la a altres dones perquè aprenguessin amb ella els fonaments de l'islam. Es diu que as-Sàdiq hauria dit, d'ella: «Hamida és lliura de tota impuresa com un lingot d'or pur». Es diu que Ishaq al-Mútamin es va casar amb sàyyida Nafissa, descendent d'al-Hàssan.

## Aportacions
Després d'Alí, as-Sàdiq és possiblement l'erudit religiós més famós de la Casa de Mahoma, àmpliament reconegut com una autoritat en llei islàmica, en teologia, en hadits i en ciències esotèriques i ocultes. Amir-Moezzi el considera possiblement l'erudit més brillant del seu temps, i la varietat de punts de vista (de vegades contradictoris) atribuïts a as-Sàdiq suggereix que va ser una figura influent en la història del pensament islàmic primerenc, ja que gairebé totes les primeres faccions intel·lectuals de l'islam (excepte potser els kharigites) volien incorporar as-Sàdiq a la seva història per tal de reforçar les posicions de les seves escoles. Se'l cita en una àmplia gamma de fonts històriques, incloses les obres d'at-Tabarí, d'al-Yaqubí, d'al-Massudí i d'Ibn Khal·likan. Aquesta popularitat, però, ha obstaculitzat els intents acadèmics d'esbrinar les opinions reals d'as-Sàdiq.
Tot un seguit d'obres religioses i científiques també porten el nom d'as-Sàdiq com a autor, encara que els estudiosos generalment les consideren apòcrifes. Sembla probable que va ser un professor que va deixar escriure als altres. Segons Gleave, les contribucions més importants d'as-Sàdiq van ser en el moviment imamita, ajudant-lo a establir-se com una força intel·lectual seriosa a finals del període omeia i durant la primera època abbàssida. Tabatabai escriu que el nombre de tradicions deixades per as-Sàdiq i el seu pare, al-Bàqir, és a dir cites i vivències atribuïdes a ells, són més nombroses que tots els hadits atribuïts a Mahoma i a tots els altres imams xiïtes junts. El pensament xiïta ha continuat desenvolupant-se basant-se en els ensenyaments dels imams xiïtes, especialment as-Sàdiq. Segons Rizvi, as-Sàdiq va predicar contra l'esclavitud.

### Doctrina de l'imamat
Seguint els seus predecessors Zayn-al-Abidin i al-Bàqir, as-Sàdiq encara va desenvolupar més la doctrina xiïta de l'imamat, que s'ha convertit en el segell distintiu de les teologies xiïtes imamita i ismaïlita, però que, en canvi, és rebutjada pel xiisme zaidita. En aquesta doctrina, l'imam és un descendent de Mahoma a través d'Alí i Fàtima, que obté la seva autoritat exclusiva no de reivindicacions polítiques sinó del nass, és a dir, de la designació d'inspiració divina per part de l'imam anterior. Com a successor de Mahoma, l'imam té un mandat global per al lideratge temporal i religiós de la comunitat islàmica, tot i que aquesta doctrina alhora també defensa que l'imamat (lideratge religiós) i el califat (lideratge temporal) són institucions separades que només s'uniran en una mateixa persona quan Déu farà victoriós l'imam. L'imam també hereta del seu predecessor el coneixement especial (ilm), que el qualifica per al càrrec. Similar a Mahoma, es creu que l'imam és infal·lible gràcies a aquest coneixement únic, que també l'estableix com l'única font autoritzada per interpretar la revelació i guiar els musulmans pel camí correcte. Aquesta línia d'imams, a l'islam xiïta es remunta a Alí, que hauria succeït a Mahoma mitjançant un decret diví.

### Escola de dret jafarita
La llei a l'islam és un conjunt de normes que no només regulen el culte i el ritual, sinó que també és un sistema legal complet. Basant-se en l'obra del seu pare, as-Sàdiq és recordat com el fundador epònim de l'escola de dret jafarita (المذهب الجعفري, al-maḏhab al-jaʿfarī), seguida pels imamites. Segons Lalani, la jurisprudència ismaïlita, tal com la codifica al-Qadi an-Numan, també es basa principalment en el gran corpus de preceptes recollits i establerts per as-Sàdiq i pel seu pare, al-Bàqir. As-Sàdiq va denunciar l'ús coetani de l'opinió (ray), del raonament jurídic personal (ijtihad) i del raonament analògic (qiyàs) com a intents humans d'imposar regularitat i predictibilitat a les lleis de Déu. Va argumentar que la llei de Déu és ocasional i imprevisible i que els musulmans haurien de sotmetre's a la voluntat inescrutable de Déu tal com la va revelar l'imam. També va adoptar un sistema transferit d'autoritat legal, en què només els imams estableixen normes i els estudiosos del dret només les poden aplicar. En aquest sentit, s'atribueix a as-Sàdiq la dita que: «Correspon a nosaltres [els imams] establir regles i principis fonamentals (ussul), i és a vosaltres [els doctes] que us correspon derivar les resolucions legals específiques per als casos reals». De la mateixa manera, quan se li va preguntar com s'haurien de resoldre les disputes legals dins de la comunitat, as-Sàdiq va descriure l'aparell de l'estat com a malvat (tagut) i va animar els xiïtes a prendre com a referència «els que recullen els nostres hadits [és a dir, els hadits dels imams]», perquè els imams «han fet amb aquests [els hadits] un jutge (hàkam) per a vosaltres».
D'altra part, mentre la jurisprudència sunnita es basa en tres pilars: l'Alcorà, l'exemple de Mahoma (sunna) i el consens (ijmà), la jurisprudència xiïta imamita hi afegeix un quart pilar, el raonament (aql) durant l'ocultació del mahdí. A més, a l'islam xiïta, la sunna també inclou l'exemple dels imams xiïtes.

### Doctrina de lataqiya
La taqiya és una forma de dissimulació religiosa, en la qual un individu pot amagar les seves creences si es troba sota persecució religiosa. La noció de taqiya va ser introduïda per al-Bàqir i després defensada per as-Sàdiq per tal de protegir els seus seguidors de ser jutjats quan al-Mansur, el califa abbàssida, va dur a terme una campanya brutal contra els àlides i els seus partidaris. Aquesta doctrina es basa en l'aleia 16:106 de l'Alcorà, on s'afirma que la ira de Déu espera a l'apòstata excepte «els que siguin coaccionats, però mantinguin ferms i molt tranquils els cors en la fe vertadera». Segons Amir-Moezzi, a les fonts més antigues la taqiya significa «la preservació o la salvaguarda dels secrets de l'ensenyament dels imams». La taqiya també afecta al seguiment de les tradicions transmeses pels diferents imams, especialment quan hi hagi contradiccions entre diverses tradicions. Quan es doni aquest cas d'existir tradicions que es contradiuen, si una de les tradicions coincideix amb la doctrina sunnita, aquesta tradició serà descartada perquè es pressuposa que l'imam l'hauria formulada d'acord amb els preceptes sunnites per tal d'evitar el processament d'ell mateix o de la seva comunitat. Armstrong suggereix que la taqiya també va ajudar a mantenir el conflicte al mínim amb aquells erudits religiosos (ulema) que no estaven d'acord amb les ensenyances xiïtes.

### Lliure voluntat
Sobre la qüestió de la predestinació i el lliure albir, que es va discutir molt en aquell moment, as-Sàdiq va seguir el posicionament del seu pare, reconeixent la responsabilitat humana però preservant al mateix temps l'autocràcia de Déu, afirmant que Déu va decretar algunes coses de manera absoluta, però que en va deixar d'altres als homes. Aquest compromís, àmpliament adoptat després, es posa en relleu quan se li va preguntar a as-Sàdiq si Déu força els seus servents a fer el mal o si els havia delegat poder decisori. As-Sàdiq va respondre negativament a les dues preguntes i, en canvi, va suggerir: «Les benediccions del teu Senyor estan entre aquests dos extrems». As-Sàdiq també va ensenyar «que Déu l'Altíssim ens ha decretat algunes coses i també ha decretat algunes coses per mitjà de la nostra agència: allò que ha decretat per a nosaltres o en nom nostre, ens ho ha amagat, però allò que ha decretat a través de la nostra agència ens ho ha revelat. Per tant, no ens ha de preocupar tant el que Ell ha decretat per a nosaltres com el que Ell ha decretat a través nostre», és a dir, allò que ha destinat per a nosaltres ens és ocult, però sí que coneixem allò que hem de fer i que depèn de la nostra capacitat de fer, la nostra agència, i és això darrer el que cal complir. També se li atribueix a As-Sàdiq l'afirmació que Déu no «ordena als éssers creats que facin alguna cosa sense proporcionar-los un mitjà per no fer-ho, encara que no ho facin o no ho facin sense el permís de Déu». As-Sàdiq va declarar: «Qui afirma que Déu ha ordenat el mal, menteix sobre Déu. Qui afirma que se li atribueixen tant el bé com el mal, menteix sobre Déu». En les seves oracions, deia sovint: «No hi ha cap obra de mèrit en nom meu o en nom d'un altre, i en el mal no hi ha excusa per a mi ni per a un altre».

### Exegesi alcorànica
S'atribueix a as-Sàdiq el que es considera el principi més important per jutjar les tradicions: que cal rebutjar un hadit si contradiu l'Alcorà, malgrat que hi hagi cap evidència que li doni suport.
L'exegesi d'as-Sàdiq ha influït en la tradició sufí. De fet, existeix una tradició d'exegesi independent en autors sufís que es remuntaria a as-Sàdiq; així per exemple, un autor com Abu-Abd-ar-Rahman as-Sulamí, en els seus llibres Haqàïq at-tafsir i Ziyàdat haqàïq at-tafsir, cita as-Ṣàdiq com una de les seves fonts principals, si no la principal.
Es diu que as-Sàdiq va fusionar els significats interiors i externs de l'Alcorà per arribar a una nova interpretació d'aquest (tawil).  S'atribueix a as-Sàdiq l'afirmació que «el Llibre de Déu [l'Alcorà] comprèn quatre coses: la declaració establerta (ibara), el significat implícit (ixara), els significats ocults relacionats amb el món suprasensible (latàïj) i les doctrines espirituals exaltades (haqàïq)». La declaració literal o ibara és per als creients ordinaris (awamm); el significat implícit és la preocupació de l'elit (khawass); el significat ocult pertany als amics de Déu (awliyà); les doctrines espirituals exaltades són el domini dels profetes (anbiyà). Aquestes afirmacions són un ressò d'afirmacions anteriors d'Alí, el primer imam xiïta.